# Joe H. Mulholland
Joe H. Mulholland (26 de junho de 1934 – 16 de outubro de 2014) foi um empresário e político estadunidense.
Filho de Roy e Gladys Mulholland e nascido no Condado de Neshoba, no Mississippi, Joe H. Mulholland tinha bacharel em direito pela Universidade Estadual do Mississippi. Ele trabalhou como advogado na Filadélfia, no Mississippi, trabalhou em um banco, e criou gado. Joe serviu no Senado estadual do Mississippi de 1964 a 1968, e de 1976 a 1984. Ele morreu em Meridian, no Mississippi, com câncer. Membro e diácono da Igreja de Mt. Carmel God, do Condado de Neshoba, ele foi enterrado no cemitério Mars Hill.